# مجلس المستشارين (تونس)
مجلس المستشارين هو الغرفة العليا في البرلمان التونسي سابقا، بين 2005 و2011.

تم إنشاء المجلس بعد التعديل الدستوري في 1 يونيو 2002، ويتكون من 126 عضوا، وهو عدد قابل للتغيير كل 6 سنوات، ولكن لا يجب أن يتجاوز ثلثي أعضاء مجلس النواب. تمتد ولاية المستشارين ل6 سنوات، ويجدد نصف الأعضاء كل 3 سنوات. يتم انتخابهم من قبل أعضاء مجلس النواب والمستشارين البلديين.

تم حل المجلس بمقتضى مرسوم عدد 14 لسنة 2011 مؤرخ في 23 مارس 2011 يتعلق بالتنظيم المؤقت للسلط العمومية، ثم ألغى من قبل الفصل 50 من دستور تونس 2014.

## التاريخ
جرت أول انتخابات للمجلس في 3 يوليو 2005، وينقسم أعضاؤه إلى:
- 43 عضوا منتخبون على المستوى الجهوي من بين أعضاء الجماعات المحلية المنتخبين (1 أو 2 عن كل ولاية). كانوا جميعا ينتمون لحسب التجمع الدستوري الديمقراطي.
- 42 عضوا منتخبون على المستوى الوطني من بين أعضاء المنظمات المهنية للأعراف (الاتحاد التونسي للصناعة والتجارة والصناعات التقليدية) والفلاحين (الاتحاد التونسي للفلاحة والصيد البحري) والعمال (الاتحاد العام التونسي للشغل). هذه القوائم يجب أن تحتوي على ضعف المقاعد المخصصة للانتخاب، أي 28 مرشحا ل14 مقعدا. فانتخابات 2005، لم يقدم الاتحاد العام التونسي للشغل أي مرشح.، لذلك بقي 14 مقعدا فارغا طيلة ولاية المجلس.
- 41 عضوا يتم تعيينهم من بين «الشخصيات والكفاءات الوطنية». الرئيس زين العابدين بن علي عينهم في 1 أغسطس 2005، من بينهم 7 سيدات.

من بين أعضاء المجلس، توجد 17 سيدة (15.32% من مجمل الأعضاء). في ديسمبر 2008، تم تمثيل أحزاب المعارضة من قبل رموز وشخصيات وطنية عينهم الرئيس بن علي: محمد حرمل (حركة التجديد)، سمير المغراوي (حزب الوحدة الشعبية)، المنصف الشابي (الاتحاد الديمقراطي الوحدوي)، محمد مواعدة (حركة الديمقراطيين الاشتراكيين)، منذر ثابت (الحزب الاجتماعي التحرري).

تم تنظيم انتخابات ثانية في 10 أغسطس 2008 لتجديد نصف أعضاء المجلس من ممثلي الولايات والمنظمات المهنية المعنية (21 ممثل عن الولايات، 8 ممثلين عن منظمة الفلاحين، 7 ممثلين عن منظمة الأعراف). 

في الخطوة الثانية، كان على الرئيس بن علي أن يقوم بتعيين عشرين شخصية من أجل إكمال عملية تجديد نصف أعضاء مجلس المستشارين. عقدت عملية السحب لتحديد قائمة ال56 عضوا الذين سيشملهم التغيير.

بعد الثورة التونسية في 2011، تم حل المجلس وفقا لمقتضى أحكام المرسوم عدد 14 لسنة 2011 مؤرخ في 23 مارس 2011 يتعلق بالتنظيم المؤقت للسلط العمومية. الفصل 50 من دستور تونس 2014 الصادر في 10 فبراير 2014 ألغى المجلس نهائيا.

## اللجان
يتكون مجلس المستشارين من 7 لجان:
- لجنة الشؤون السياسية وحقوق الإنسان والعلاقات الخارجية.
- لجنة التشريع العام والتنظيم العام للإدارة.
- لجنة المالية والتخطيط والتنمية الجهوية.
- لجنة الفلاحة والصناعة والتجارة.
- لجنة التعليم والثقافة والمعلومات والشباب.
- لجنة الشؤون الاجتماعية والصحة العمومية.
- لجنة التجهيز والخدمات والبيئة.

كل لجنة تتكون من 12 عضوا، ينتخبون في الجلسة العامة الافتتاحية لكل دورة عادية، في نفس وقت انتخاب رئيس مجلس المستشارين ومكتب المجلس. تدرس اللجان مشاريع القوانين المقدمة للمجلس، ويمكنهم طلب جلسات استماع لأعضاء الحكومة حول هذه المشاريع.

## رئيس المجلس
| الصورة | الاسم               | بداية الفترة  | نهاية الفترة  |
| ------ | ------------------- | ------------- | ------------- |
|        | عبد الله القلال     | 16 أغسطس 2005 | 25 يناير 2011 |
|        | المكي العلوي (مؤقت) | 25 يناير 2011 | 23 مارس 2011  |

## مكتب المجلس
تم انتخاب مكتب المجلس في 16 أغسطس 2005، ويتكون من:
- رئيس المجلس: عبد الله القلال
- النائب الأول للرئيس: المكي العلوي
- النائبة الثانية للرئيس: نزيهة زروق
- الكاتب العام: فاروق العوادي

## مقالات ذات صلة
- البرلمان التونسي
- مجلس النواب (تونس)
- الثورة التونسية

## روابط خارجية
- الموقع الرسمي لمجلس المستشارين على أرشيف الإنترنت (أرشفت في 14 أبريل 2010).